# Médaille militaire de campagne

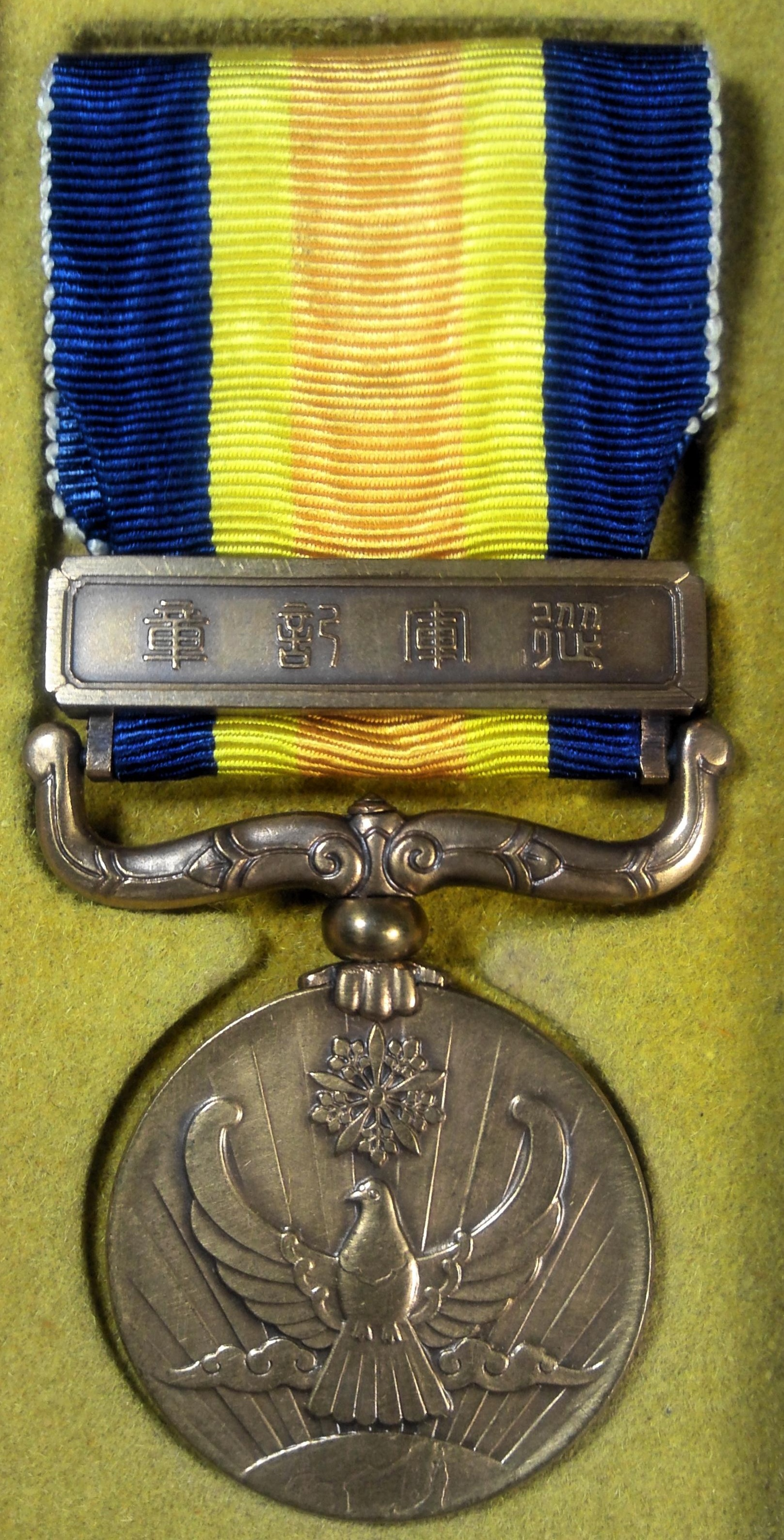
Médaille de la guerre frontalière de 1939

Une médaille de campagne est une décoration militaire qui est décernée à un membre d'une unité militaire qui a servi dans une opération militaire ou qui a opéré sur un théâtre d'opération. Les médailles de campagne sont très similaires aux médailles de services mais comportent un statut supérieur car elles impliquent généralement le déploiement à l'étranger ou le service dans une zone de combat.

## Historique
Les médailles de campagne ont été créées à l'origine pour reconnaitre le service militaire lors d'une guerre, au contraire des décorations pour le mérite qui sont remises à un petit nombre pour actes d'héroïsme ou de bravoure.
La première utilisation massive de médailles de campagne date des guerres napoléoniennes lorsque Napoléon remit un grand nombre de médailles et de rubans aux soldats servant sous son commandement. voyant combien ses hommes étaient fiers de recevoir ces décorations et désireux d'en recevoir d'autres, Napoléon aurait dit "Avec des rubans, je conquerrai toute l'Europe".

## Empire britannique
- Décorations militaires des campagnes britanniques

## États-Unis
Dans les forces armées américaines, les médailles de campagne sont :
- Afghanistan Campaign Medal
- American Campaign Medal
- American Defense Service Medal
- Armed Forces Civilian Service Medal (en)
- Armed Forces Expeditionary Medal
- Armed Forces Service Medal
- Army of Cuban Occupation Medal
- Cuban Pacification Medal
- Army of Occupation Medal
- Army of Occupation of Germany Medal
- Army of Puerto Rican Occupation Medal
- Asiatic-Pacific Campaign Medal
- China Campaign Medal
- China Relief Expedition Medal
- China Service Medal
- Civil War Campaign Medal
- Dominican Campaign Medal
- European-African-Middle Eastern Campaign Medal
- Global War on Terrorism Expeditionary Medal
- Global War on Terrorism Service Medal
- Haitian Campaign Medal
- Humanitarian Service Medal
- Indian Campaign Medal
- Iraq Campaign Medal
- Korea Defense Service Medal
- Korean Service Medal
- Kosovo Campaign Medal
- Medal for Humane Action
- Mexican Border Service Medal
- Mexican Service Medal
- National Defense Service Medal
- Navy Occupation Service Medal
- Nicaraguan Campaign Medal
- Philippine Campaign Medal
- Philippine Congressional Medal
- Sampson Medal
- Southwest Asia Service Medal
- Spanish Campaign Medal
- Medalla de Campaña (en)
- Vietnam Service Medal
- West Indies Campaign Medal
- World War I Victory Medal
- World War II Victory Medal
- Yangtze Service Medal

Les plus récentes sont l'Iraq Campaign Medal, l'Afghanistan Campaign Medal, et la Global War on Terrorism Expeditionary Medal.

## France
- Médaille de Sainte-Hélène
- Médaille commémorative de la campagne d'Italie 1859
- Médaille commémorative de la campagne de Chine 1860
- Médaille commémorative de la campagne du Mexique 1862
- Médaille commémorative de la guerre 1870-1871
- Médaille commémorative de la campagne du Dahomey 1892
- Médaille commémorative de la campagne du Soudan 1892
- Médaille coloniale
- Médaille interalliée 1914-1918
- Médaille de la Marne
- Médaille commémorative des Dardanelles
- Médaille commémorative de la bataille de Verdun
- Médaille commémorative d'Orient
- Médaille commémorative de la guerre 1914-1918
- Médaille commémorative de Syrie-Cilicie
- Médaille commémorative de la guerre 1939-1945
- Médaille commémorative des services volontaires dans la France libre
- Médaille commémorative des opérations de l'ONU en Corée 1952
- Médaille commémorative de la campagne d'Indochine
- Médaille commémorative des opérations de sécurité et de maintien de l'ordre en Afrique du Nord
- La plus récente est la Médaille commémorative française

## Royaume de Prusse
- Croix d'Alsen

## URSS
- Médaille Pour la Capture de Berlin
- Médaille Pour la Capture de Budapest
- Médaille Pour la Capture de Königsberg
- Médaille Pour la Capture de Vienne
- Médaille Pour la Défense de Kiev
- Médaille pour la Défense de Léningrad
- Médaille Pour la Défense de Moscou (Bataille de Moscou)
- Médaille pour la Défense d'Odessa
- Médaille pour la Défense de Sébastopol
- Médaille pour la Défense de Stalingrad
- Médaille pour la Défense de Caucase
- Médaille Pour la Libération de Belgrade
- Médaille Pour la Libération de Prague
- Médaille Pour la Libération de Varsovie
- Médaille pour la victoire sur l'Allemagne dans la Grande Guerre patriotique de 1941-1945
- Médaille Pour la victoire sur le Japon
- Médaille pour le vaillant travail pendant la Grande Guerre Patriotique 1941-1945
- Médaille Partisan de la Guerre patriotique (décernées aux partisans soviétiques)